# آنجل
أنجل (بالإنجليزية: Angel)‏ مسلسل تلفزيوني أمريكي خيالي، يعتمد على ثيمة خارقة للطبيعة حول مصاص دماء تائب.
يرتكز المسلسل على شخصية آنجل فهو محقق بارز ومصاص دماء مر أكثر من عقدين من الزمن حيث نال لقب أكثر مصاصي الدماء تميزاً بين بني جنسه. وهذا يعود إلى وحشيته السابقة وكرامته الحالية التي ترجع إلى حادثة قتل فيها آنجل فتاةٍ، الأمر الذي دفع عائلتها الغجرية إلى لعنه وتحويل حياته إلى جحيم ندماً على الأرواح البريئة التي أقدم على قتلها.
وبعد ثلاث سنواتٍ من العيش في سانيديل (بالإنجليزية: Sunnydale)‏ والقتال إلى جانب عشيقته بافي (بالإنجليزية: Buffy)‏ ،اضطر آنجل للرحيل عن لوس آنجلوس ومواصلة قتاله ضد قوى الشر، مستفيداً من المساعدة التي قدمها أصدقاؤه القدامى الذين أبدو عزمهم على الوقوف بكل ما أوتوا من قوة في وجه قوى الظلام.

## كتاب المسلسل
- جوس ويدون
- ديفيد غرين والت
- ديفيد فيورى
- دوغلاس بيتريه
- جان أيسبنسون
- تايم مينر
- تريسى ستيرن
- جينين رينشواه
- هوارد جوردن
- مارتى نوكسون
- شاون ريان
- مارى سميث
- جيم كوف
- سكوت مورفى
- جيفرى بيل
- دايفيد جودمان
- ستيفن دينيت
- إليزابيث كرافت
- سارا فاين
- بين إيدلوانت
- داريو جودارت
- برينت فليتشر

## الممثلون
- ديفيد بوريناز كـ آينجل.
- كاريزم كاربنتير كـ كورديليا تشاس.
- جلين كوين كـ ألين دويل.
- أليكسيس ديسينوف كـ ويزلى واينديم برايس.
- أوجاست ريتشارد كـ تشارلز جّان.
- إيمى أكير كـ وينفريد (فريد).
- أندى هاليت كـ لورن.
- فينسينيت كارثيسر كـ كونور.
- جايمس مارستيرس كـ سبايك.
- ميرسيدس ماكناب كـ هيرميونى كيندال.

## مواضيع ذات صلة
- أنجل (شخصية)

## روابط خارجية
- آنجل على موقع IMDb (الإنجليزية)
- آنجل على موقع ميتاكريتيك (الإنجليزية)
- آنجل على موقع الموسوعة البريطانية (الإنجليزية)
- آنجل على موقع روتن توميتوز (الإنجليزية)
- آنجل على موقع نتفليكس (الإنجليزية)
- آنجل على موقع قاعدة بيانات الأفلام العربية
- آنجل على موقع أول موفي (الإنجليزية)
- آنجل على موقع فيلمافينيتي (الإسبانية)
- آنجل على موقع كينوبويسك (الروسية)
- آنجل على موقع ألو سيني (الفرنسية)